# Gwiazda (dopływ Mławki)
Gwiazda – struga w Polsce, w województwie mazowieckim, w powiecie mławskim, w gminie Lipowiec Kościelny. Prawy dopływ Mławki.
Według numerycznego modelu terenu udostępnionego przez Geoportal źródło cieku znajduje się na wysokości 135,2 m n.p.m., a ujście do Mławki na wysokości 125,5 m n.p.m. Przepływa przez tereny wsi i okolic Krępa oraz Turza Mała. Leży na terenie Zieluńsko-Rzęgnowskiego Obszaru Chronionego Krajobrazu.